# 人権擁護局
人権擁護局（じんけんようごきょく、Human Rights Bureau）は、法務省の内部部局の一つ。第二次世界大戦後政府では、1947年（昭和22年）12月、法務庁設置法の制定により、人権擁護に関する事項を所管する部局として、新たに人権擁護局が設けられ、人権侵犯事件の調査及び情報の収集、民間における人権擁護運動の助長、人身保護、貧困者の訴訟援助などを所管することとなった。1948年（昭和23年）法務庁が設置され、同年12月に法務庁の初代人権擁護局長（現・法務省人権擁護局）に自由人権協会常務理事の大室亮一が就任した。

## 組織

### 所掌事務
- 人権擁護に関する基本的な事項に係る企画及び立案に関する事務
- 人権擁護局の所掌事務に関する総合調整に関する事務
- 人権擁護委員に関する事務
- 人権侵犯事件に係る調査並びに被害の救済及び予防に関する事務
- 人権相談に関する事務
- 人権啓発及び民間における人権擁護運動の助長に関する事務
- 法律扶助に関する事務

### 部課
- 参事官
- 総務課
  - 人権擁護推進室
- 調査救済課
- 人権啓発課

## 歴代局長
| 代数 | 氏名       | 着任年月日     | 職歴 |
| ---- | ---------- | -------------- | --- |
| 初代 | 大室亮一   | 1948年12月1日  | A級戦犯（松井石根）南京事件の弁護士、BC級戦犯弁護士、日弁連副会長、国際法曹協会会長、第二東京弁護士会会長  |
| 2    | 田中治彦   | 1950年3月22日  | 民事法務長官                                                                                               |
| 3    | 戸田正直   | 1951年1月      | 第二東京弁護士、新潟県古志郡出身                                                                           |
| 4    | 鈴木才藏   | 1957年2月1日   | 司法研修所弁護教官                                                                                         |
| 5    | 稲川龍雄   | 1962年         | 最高検検事、茨城県出身                                                                                     |
| 6    | 鈴木信次郎 | 1965年         | 早稲田大学講師                                                                                             |
| 7    | 堀内恒雄   | 1966年4月1日   | 名古屋法務局長、静岡県浜松市出身                                                                           |
| 8    | 上田明信   | 1968年7月      | 訟務局次長                                                                                                 |
| 9    | 川島一郎   | 1969年12月23日 | |
| 10   | 影山勇昭   | 1971年10月28日 | 司法法制調査部長                                                                                           |
| 11   | 萩原直三   | 1973年1月26日  | |
| 12   | 村岡二郎   | 1975年7月15日  | 法務省民事局参事官、東京地裁判事（部総括）                                                                 |
| 13   | 鬼塚賢太郎 | 1977年9月9日   | 最高裁調査官、東京高裁判事                                                                                 |
| 14   | 中島一郎   | 1979年11月17日 | 東京高裁判事、東京法務局長                                                                                 |
| 15   | 鈴木弘     | 1980年12月25日 | 最高裁調査官、東京高裁判事                                                                                 |
| 16   | 野崎幸雄   | 1984年9月1日   | 最高裁民事局付判事、東京高裁判事                                                                           |
| 17   | 高橋欣一   | 1987年6月22日  | 法務大臣官房参事官、東京高裁判事                                                                           |
| 18   | 篠田省二   | 1989年12月18日 | 最高裁調査官、東京高裁判事                                                                                 |
| 19   | 筧康生     | 1992年7月29日  | 法務大臣官房参事官、東京高裁判事                                                                           |
| 20   | 大藤敏     | 1995年7月31日  | 法務大臣官房参事官、東京高裁判事                                                                           |
| 21   | 横山匡輝   | 1997年7月7日   | 法務大臣官房参事官、東京地裁判事（部総括）                                                                 |
| 22   | 吉戒修一   | 2001年1月6日   | 法務大臣官房審議官、東京地裁判事（部総括）                                                                 |
| 23   | 小西秀宣   | 2005年1月18日  | 広島高裁事務局長、東京高裁判事                                                                             |
| 24   | 富田善範   | 2006年6月30日  | 法務省大臣官房参事官、東京高裁判事                                                                         |
| 25   | 石井忠雄   | 2009年7月14日  | 法務大臣官房参事官、東京高裁判事                                                                           |
| 26   | 萩原秀紀   | 2012年9月25日  | 証取委事務局次長、東京高裁判事                                                                             |
| 27   | 岡村和美   | 2014年7月18日  | 法務省大臣官房参事官、法務省刑事局国際課長、最高検検事                                                     |
| 28   | 萩本修     | 2016年8月9日   | 法務省大臣官房審議官・司法法制部長、東京高裁判事                                                           |
| 29   | 名執雅子   | 2017年7月21日  | 青葉女子学園長、法務省大臣官房審議官                                                                       |
| 30   | 高嶋智光   | 2018年9月3日   | 東京高検検事、東京地検公判部長、法務省大臣官房審議官                                                       |
| 31   | 菊池浩     | 2019年4月1日   | 法務省入国管理局総務課長、東京高検検事、法務省大臣官房審議官                                               |
| 32   | 松下裕子   | 2021年7月26日  | 法務省大臣官房秘書課政策評価企画室長、法務省刑事局国際課長、法務省大臣官房会計課長                         |
| 33   | 鎌田隆志   | 2023年1月10日  | 内閣法制局参事官補、法務省大臣官房付、金融庁総務企画局市場課市場取引対応室長、東京高検総務部長、刑事部長等 |
| 34   | 杉浦直紀   | 2024年7月9日   | 仙台法務局長                                                                                               |

- 平成26年（2014年）の人事で、法務省初の女性局長として、岡村和美が就任した[12]。

## 施策や諸問題
- 2021年5月13日、参議院の法務委員会は法務省大臣官房審議官（国際・人権担当）で検察官の山内由光を政府参考人として招致した。このなかで、少年法61条との関連の中でインターネットにおけるプライバシーなどにつき、人権擁護局の対応に関する質問を清水貴之議員が行った。山内は相談に応じて法務省の人権擁護機関[13]がプロバイダーに削除要請をする場合があるとしながら、「頻繁というわけではないとは思います。」とした[14][15][16][17]。